# Katolička Crkva na Kubi
Katolička Crkva na Kubi dio je svjetske Katoličke Crkve pod duhovnim vodstvom pape u Rimu. Katolici čine otprilike polovicu stanovništva Kube.
Katoličkom Crkvom na Kubi upravlja Kubanska biskupska konferencija. Ima preko šest milijuna katolika – oko 60,5 % ukupnog stanovništva. Država je podijeljena na tri nadbiskupije i jedanaest biskupija.